# ريان ميلر
ريان ميلر (بالإنجليزية: Ryan Miller)‏ (14 ديسمبر 1984 بارينغتون الولايات المتحدة - ) هو لاعب كرة قدم أمريكي يلعب كمدافع.

## وصلات خارجية
ريان ميلر على موقع الدوري الأمريكي (الإنجليزية)
- ريان ميلر على موقع قاعدة بيانات كرة القدم.إي يو (الإنجليزية)
- ريان ميلر على موقع عالم كرة القدم.نت (الإنجليزية)